# Anthephora
Anthephora biljni rod iz porodice trava raširen po Africi, jugozapadnoj Aziji i Srednjoj i Južnoj Americi. Postoji desetak vrsta, trajnice i jednogodišnje raslinje.

## Vrste
1. Anthephora argentea Gooss.
2. Anthephora cristata (Döll) Hack. ex De Wild. & T.Durand
3. Anthephora elongata De Wild.
4. Anthephora hermaphrodita (L.) Kuntze
5. Anthephora laevis (Schweinf.) Stapf & C.E.Hubb.
6. Anthephora nigritana Stapf & C.E.Hubb.
7. Anthephora pubescens Nees
8. Anthephora pungens Clayton
9. Anthephora schinzii Hack.
10. Anthephora truncata Robyns